# كابو ماتابالو
يقع قرية كابو ماتابالو في أقصى نقطة من شبه جزيرة أوسا في منطقتها الساحلية المطلة على المحيط الهادئ.
كابو ماتابالو (والمشار إليه عادة باسم ماتابالو) هي مجتمع شاطئ صغير يقع في طرف شبه جزيرة أوسا، على بعد حوالي ساعة جنوب بورتو خيمينيز. تتميز هذه المنطقة بمبادراتها المستدامة، حيث يعتمد معظم المنتجعات والكبائن على الطاقة الشمسية. وحصلت الشواطئ في منطقة ماتابالو على ما يعرف بـ "العلم الأزرق الإيكولوجي" للحفاظ على الجمال الطبيعي للمنطقة وتقليل لبصمة الكربونية لهولاء الآشخاص الذين يعيشون ويزورون المنطقة.
. على صعيد آخر, تتضمن منطقة بلايا ماتابالو شواطئ نائية وغير مستكشفة بحياة نباتية وحيوانية وفيرة، بما في ذلك قرود الهولر والعديد من الطيور.
تضم كابو ماتابالو أيضًا معالم سياحية مثل حديقة كوركوفادو الوطنية و شلال كينج لويس وجزيرة كانو، وهي جزيرة تبعد 20 كم عن البر الرئيسي وتستخدم بشكل رئيسي للصيد.